# Слон и Моська
«Слон и Моська» — басня И. А. Крылова; написана не позднее начала ноября 1808 года и в этом же году впервые опубликована в журнале «Драматический вестник» (последняя басня в этом издании); в собраниях сочинений Крылова помещается в третью книгу басен.

## Сюжет
Басня повествует о Слоне, которого ведут по улицам, и Моське (собаке-мопсе), которая Слона облаивает. На замечание другой собаки о том, что Слон даже не замечает ярости Моськи, Моська возражает, что от лая её авторитет у собак возрастает, так как, атакуя Слона, она выглядит сильной и бесстрашной.
Происхождение сюжета точно не выяснено. Летом 1797 года через Москву в Санкт-Петербург был проведён слон, бывший дипломатическим подарком Бухары. Комментарии к басне в издании 1944 года сообщают, что «Слон и Моська» «по теме и сюжетным мотивам близка к басне А. П. Сумарокова „Мышь и Слон“». Александра Плетнева предполагает, что сюжет навеян лубком «Персидский слон, привезённый в Москву в 1796 году», на котором маленькая собачка лает на слона (по-видимому, в исходном изображении собачка отсутствовала и была добавлена позже под влиянием басни). Е. А. Климакина говорит о немецком баснописце Х. Ф. Геллерте, сюжет басни «Зелёный осёл» (нем. Der grüne Esel) которого «предвосхищает» басню Крылова. Я. К. Грот в XIX веке указывал на «первообраз» басни в сатире самого Крылова «Мысли философа по моде»:
... молодой человек, когда он шутит над важными вещами, не понимая их; при всей мелкости своего ума, он тогда так мил, как болонская собачка, которая бросается на драгунского рослого капитана и хочет его разорвать, между тем как он равнодушно курит трубку, не занимаясь её гневом
В басне отсутствует мораль, что часто встречается в баснях Крылова (мораль отсутствует в 80 баснях из 198).

## Анализ
Двадцатистрочное стихотворение написано разностопным ямбом — от одностопного до шестистопного («вольный стих»).
В первое четверостишие входят 12 букв «о»; по мнению А. С. Янушкевича, это создаёт образ толпы зевак с широко открытыми ртами. Введение образа Моськи в следующем четверостишии сопровождается свистяще-шипящими звуками «ш», «с», «з», «ж», «зж», которые, как и многочисленные «р», создают эффекты лая, суеты, рычания, обилие глаголов подчёркивает смену декораций.
Мысль басни состоит в осуждении имитации бурной деятельности и создания мнимого величия; Слон символизирует истинное дарование и талант, Моська представляет собой критиканство.

## Крылатые выражения
Последняя фраза басни
Ай, Моська! знать она сильна,
Что лает на Слона!
была отмечена как народная пословица уже в 1822 году. Входит в список крылатых выражений Ашукиных (1955). Константин Душенко приводит ещё три популярных цитаты из басни: заглавие, «по улицам слона водили», «без драки … попасть в большие забияки».